# 雪球花
《雪球花》（羅馬化：Kalinka），也音译为「卡林卡」，由俄罗斯作曲家、民俗学家伊凡·拉利奥诺夫谱写于1860年，原是为萨拉托夫市的一次戏剧演出创作的一首舞蹈歌曲。歌曲被视为最著名的俄风音乐。
歌曲节奏轻快、歌词活泼，且副歌部分随着重复速度逐渐加快。副歌中反复提到的“Kalinka”是欧洲荚蒾，别称歐洲雪球，曾译作“红莓花”。

## 歌詞
| 段   | 俄文     | 中文（薛范译配）                                                                            |
| ---- | -------- | ------------------------------------------------------------------------------------------- |
| 副歌 |          | 美丽的雪球花儿，雪球花儿，雪球花， 花园里面长满了雪球花儿，雪球花！                         |
| 1    | （副歌） | 松树底下，微风清凉， 让我安睡在草地上。 啊，留里留里，啊，留里留里， 让我安睡在草地上。     |
| 2    | （副歌） | 绿色的松树，你不要喧嚷， 你别妨碍我入梦乡， 啊，留里留里，啊，留里留里， 你别妨碍我入梦乡。 |
| 3    | （副歌） | 多么迷人，多么漂亮， 你快爱我吧，好姑娘。 啊，留里留里，啊，留里留里， 你快爱我吧，好姑娘。 |